# Marron glacé (telenovela)
Marron glacé es una telenovela chilena, del género melodrama, producida por Canal 13 y transmitida desde el 15 de marzo hasta el 30 de julio de 1993, reemplazando a Fácil de amar y siendo sucedida por Doble juego.
Escrita y adaptada por Fernando Aragón y Arnaldo Madrid, cuya base principal es de la telenovela brasileña homónima de Cassiano Gabus Mendes, producida por María Cruz Aguirre y dirigida por Óscar Rodríguez Gingins, bajo la producción ejecutiva de Ricardo Miranda.
Es protagonizada por Carolina Arregui, Fernando Kliche y Gloria Münchmeyer. Con las actuaciones de Katerin Kowałeczko, Roberto Poblete, Marcela Medel, Luis Alarcón, Gabriela Hernández, Walter Kliche, Álvaro Rudolphy, Paula Sharim, José Secall, Grimanesa Jiménez, Sergio Hernández, María Silva, entre otros. Cuenta con las participaciones de las primeras actrices Ana González, María de la Luz Gatica y Silvia Piñeiro. 
Debido al éxito de la telenovela, tuvo una segunda parte llamada Marron Glacé, el regreso, y fue la primera telenovela chilena grabada en sonido estéreo.

## Argumento
Clotilde "Clo" Vargas (Gloria Münchmeyer) y sus hijas Vanessa (Carolina Arregui) y Vania Fonkel (Katty Kowaleczko) son las dueñas de la sala de eventos Marron Glacé, y viven en el segundo piso de ese lugar. Alberto, marido de Clo y padre de las niñas, murió en un accidente y les dejó una inesperada e inmensa fortuna, cuyo origen es un misterio. Esta circunstancia tan especial en que viven Clo y sus hijas se ve amenazada con la llegada de Octavio (Fernando Kliche) desde Brasil a integrar el plantel de mozos del establecimiento. Pero no solo llega a servir platos o retirar cubiertos, su objetivo, impuesto por su familia, destruir a Clo y a sus hijas, quienes disfrutan de una fortuna arrebatada a su padre. Octavio oscila entre el rencor del pasado y el amor inesperado por Vania. 
Mientras, Julio (Samuel Villarroel) quien está casado hace poco con la sexy Shirley (Marcela Medel), con quien tiene un hijo, es aprensivo, algo celoso y muy protector. Y ella no está traicionada con esa persecución de su joven marido. 
También está Néstor, (Roberto Poblete), un mozo y hermano de Gina (Paula Sharim), jovencita algo desaliñada en cuanto a apariencia, lo que la transforma en una especie de "patito feo" ante sus pares. Néstor, en tanto sentirá un amor platónico por Erika (Esperanza Silva), la secretaria personal de Clo. 
Además está Lucho (Francisco López), mozo, estudiante de ingeniería en sonido y pareja de Andrea (Claudia Burr), hija mayor de Hernán (Sergio Hernández) y Leonor (Gabriela Hernández), a quienes parece sonreírle la vida. Pero solo porque ella es la sobrina de Clo, dueña del Marron Glacé. 
También están, Beatriz (Malú Gatica), Lina (Silvia Piñeiro) y Miguelina (Cora Díaz), quienes le arriendan una pieza a otro mozo del Marron Glacé, Oscar (José Secall). O como Kostia (Álvaro Rudolphy), un elegante médico griego famoso, buenmozo y millonario, quien está enamorado de Vanessa, aunque esta última no le corresponde en este apasionado sentimiento.

## Reparto
- Carolina Arregui como Vanessa Fonkel Vargas.
- Fernando Kliche como Octavio Silva.
- Gloria Münchmeyer como Clotilde "Clo" Vargas.
- Katty Kowaleczko como Vania Fonkel Vargas.
- Luis Alarcón como Waldo Espinoza Vargas.
- Roberto Poblete como Néstor Méndez.
- Marcela Medel como Shirley Aranda.
- Álvaro Rudolphy como Konstantino "Kostia" Karalakis Panayotaros.
- Paula Sharim como Gina Méndez.
- Walter Kliche como Teodoro "Teo" Karalakis Tuliatos.
- Ana González como Ekaterina Tuliatos de Karalakis.
- Malú Gatica como Beatriz "Bea".
- Silvia Piñeiro como Angelina "Lina".
- José Secall como Oscar Pastene.
- Gabriela Hernández como Leonor Vargas de Meléndez.
- Sergio Hernández como Hernán Meléndez.
- Grimanesa Jiménez como Leila Panayotaros de Karalakis.
- Samuel Villarroel como Julio.
- Esperanza Silva como Erica Werner.
- Felipe Armas como Pedro Fuentes "Pierre La Font".
- Claudia Burr como Andrea Meléndez Vargas.
- Francisco López como Luis "Lucho" Pastene.
- Myriam Palacios como Graciela "Chela" Capetillo.
- Sonia Mena como María Inés "Nina" Silva
- Coca Rudolphy como Marietta.
- Cristina Tocco como María Dolores "Lola".
- Francesca Franzese como Teresa.
- Sandra Burmeister como Grace.
- Ivette Vergara como Daisy.
- Cora Díaz como Miguelina.
- Carola Fredes como Déspina.
- Julián Gallardo como Tito Meléndez Vargas.
- Humberto Gallardo como Beto.
- Teresa Münchmeyer como Auristela.
- Tatiana Sepúlveda como Tania.
- Roxana Prado como Pamela.
- Tito Villegas como Maneco.
- Pía Salas como Rita.
- José Barrera como Carusso.
- Antonio Pedraza como Antonio.
- José Luis Pedreros
- Francisco Calderón como Condorito.
- Juan Pablo Diéguez como Francisco.
- Jaime Muñoz como El Cocodrilo.
- Olga Cortez como Emelina
- Soledad Oddé como Corina.
- Herval Rossano como Juca.
- Marés González como Marta.
- Nelly Meruane como Aída.
- Juan Carlos Bistoto como Ramiro.
- Gabriela Medina como Ninfa.
- Claudio Arredondo como Nehemías
- Mireya Véliz como Regina.
- Marcial Edwards como Gonzalo.
- Jorge Yáñez como Caupolicán.
- Jaime Troncoso como González.
- Rodolfo Martínez como Alberto Fonkel.
- Ignacio Otero como Carlos
- Claudia A. Mena
- Cristián Languevin
- Cristián Ruiz
- Titi Ramírez como Supervisora del supermercado.
- Silvia Novak como Patricia.
- Alfonso Sánchez como Tato.
- Meintje Orsel como Clienta rusa.
- Mauricio Salazar como Ricardo.
- Cristina Cuevas como Diana.
- Marcelo Alonso como Iván.
- René Denegri como Jones.
- Karina Flores como Joselyn.
- Sergio Urrutia como Mozo de Grace.
- Víctor Mix como Maestro.
- Rosa Ramírez como Teresa.
- Jacqueline Boudon como Gladys

## Equipo
- Dirección de Producción Canal 13: Ruby Anne Gumpertz
- Dirección de Área Dramática Canal 13: Ricardo Miranda
- Guion: Fernando Aragón y Arnaldo Madrid
- Dirección general: Óscar Rodríguez
- Producción general: Nené Aguirre
- Dirección de Unidad: Luis Vicente López
- Coordinación de Producción: José Antonio Soto
- Edición: Herval Abreu

## Banda sonora
- Sergio Dalma - «Una historia distinta»
- Mecano - «Me cuesta tanto olvidarte»
- Pablo Herrera - «Cada nuevo sol»
- Simply Red - «For Your Babies»
- Simply Red - «Something got me started»
- Joe Jackson - «Rhythm Delivery»
- Phil Collins - «Invisible Touch»
- Gloria Simonetti y Alexandra - «Rivales»
- Charles & Eddie - «Would I lie to you»
- Michelle Pfeiffer - «My Funny Valentine»

## Versiones
- Marron Glacê telenovela brasileña que emitió Rede Globo en 1979, protagonizado por Yara Cortes, Lima Duarte, Paulo Figueiredo, Tereza Rachel, Ary Fontoura, Ana Lúcia Torre, Armando Bógus, Louise Cardoso, Sura Berditchevsky y Mário Gomes.

## Curiosidades
La casona utilizada para las escenas exteriores del Marrón Glacé se encuentra ubicada en el sector de Lo Curro, Vitacura.
Para aprovechar el enorme éxito de la teleserie al avanzar la historia, la empresa multinacional alimentaria suiza Nestlé lanzó el producto "Chomp Marrón Glacé" de Savory, unos bombones rellenos de helado y jarabe de castaña cubiertos de chocolate, en el que tanto Fernando Kliche como Katty Kowaleczko aparecían como rostros en los comerciales. El producto fue relanzando en 1996 con "Marrón Glacé, el Regreso".